# Anania egentalis
Anania egentalis là một loài bướm đêm trong họ Crambidae.